# Однокозов, Алексей Елисеевич
Алексей Елисеевич Однокозов (1857 — ?) — крестьянин, член Государственной думы II созыва от Воронежской губернии.

## Биография
Крестьянин Залиманской волости Богучарского уезда Воронежской губернии. Окончил сельскую школу, имел начальное образование. Кандидат к волостному старшине. Занимался хлебопашеством, торговал сеном и другими сельскохозяйственными продуктами.
8 февраля 1907 года избран в Государственную думу II созыва от общего состава выборщиков Воронежского губернского избирательного собрания. Вошёл в состав Конституционно-демократическую фракцию. Не выступал с трибуны 2-й Государственной Думы. Не принимал участия в работе думских комиссий.
Детали дальнейшей судьбы и дата смерти неизвестны.

### Архивы
- Российский государственный исторический архив. Фонд 1278. Опись 1 (2-й созыв). Дело 308; Дело 586. Лист 15, 16.